# Craig Wilson (waterpolista)
 Craig Wilson (Beeville 5 de febrero de 1957 - ) es un jugador estadounidense de waterpolo.

## Biografía
Craig nació el 5 de febrero de 1957 en Beeville, Texas. A la edad de 4 años se fue con su familia a California. Le encantaban los deportes y comenzó jugando a Béisbol, pero a los 11 años empezó a nadar, especializándose en braza, hasta que entró en waterpolo a los 13 años en el Davis Recreational Water Polo Team.
No tenían liga y jugaban continuamente entre ellos en el Davis High School. Ya en la universidad de California, Santa Bárbara, continuó jugando a waterpolo y consiguieron ganar a UCLA en la final (12-3) y se convirtieron en el primer equipo de la National Collegiate Athletic Association (NCAA).
Al finalizar la universidad, Craig pensó que se acabaría su carrera de waterpolista, pero en 1980, fue seleccionado para entrenar en el equipo nacional. Se enroló en el Industry Hills Aquatic Club Team (1981-1982) y ganaron dos años el campeonato nacional de piscina descubierta.
Como miembro del equipo nacional, en el que estuvo 13 años, participó en 19 grandes torneos.
La envergadura de Wilson le llevó a ser el portero con más paradas en los torneos desde 1984 en Los Ángeles, donde ganó la medalla de plata, perdiendo en la final con Yugoslavia. En Seúl 1988 volvió el equipo norteamericano volvió a ganar la medalla de plata.
Wilson lideró el torneo con 68 paradas, 10 más que el español Jesús Rollán. El entrenador americano Bill Barnett dijo, "Without Craig, we would have never gone as far as we did. He was our saving grace."
En los juegos olímpicos de Barcelona 1992, USA acabó cuarto, pero Wilson volvió a realizar un nuevo récord personal con 88 paradas, lo que suponía un 70% de eficiencia. El ganador de la medalla de oro, el Italiano Francesco Attolico tuvo un 54% de eficiencia,  Jesús Rollán un 56% y Evgenyi Sharanov un 57%.
Craig jugó dos años en el Ortegia (Sicilia). Fue el segundo norteamericano en jugar en la liga profesional italiana.
Ha sido elegido 2 veces como el mejor portero del mundo. Como portero, Craig fue un líder en el agua, los entrenadores no temían tomar riesgos en defensa cuando estaba Craig.
Craig es el autor de 'Guide to Goal keeping', un libro ilustrado para los porteros de waterpolo.

## Clubes
- Davis Recreational Water Polo Team ( Estados Unidos)
- Industry Hills Aquatic Club Team ( Estados Unidos)
- Ortegia (Sicilia) ( Italia)
- Barcelona ( España)

## Títulos
Como jugador de club
- Cinco campeonatos nacionales americanos (EE. UU.)

Como miembro del equipo nacional, en el que estuvo 13 años, participó en 19 grandes torneos
- 1981 Pan American mini-torneo - plata, Edmonton, Canadá
- 1981 Campeonatos del mundo escolar - Plata, Bucarest, Rumanía
- 1982 National Sports Festival - 4º, Colorado Springs
- 1982 Campeonatos del mundo - 6º, Guayaquil, Ecuador
- 1982 Copa Tungsram - Bronce, Budapest, Hungría
- 1983 FinaCup - 4º, Malibu, California
- 1983 Pan American Games - Oro, Caracas,Venezuela
- 1984 Copa Tungsram - 2º, Budapest, Hungría
- 1984 Juegos Olímpicos - Plata, Los Ángeles, EE. UU.
- 1986 Goodwill Games -Plata, Moscú, Rusia
- 1986 Campeonatos del mundo - 4º, Madrid, España
- 1987 Pan American Games - Oro, Indianápolis, EE. UU.
- 1987 Fina Cup - 4º, Thessaloniki, Grecia
- 1988 OlympicGames - Plata, Seúl, Korea
- 1990 Goodwill Games - 5º, Seattle, EE. UU.
- 1991 Campeonatos del mundo - 4º, Perth, Australia
- 1991 Fina Cup - Oro, Barcelona, España
- 1991 Pan American Games - Plata, Habana, Cuba
- 1992 Juegos olímpicos - 4º, Barcelona, España